# George McCready Price
George McCready Price (Havelock, Új-Brunswick, Kanada, 1870. augusztus 26. – Loma Linda, Kalifornia, Amerikai Egyesült Államok, 1963. január 24.) kanadai evolúciótagadó, kreacionista szerző. Elvei az 1960-as években kialakuló modern kreacionizmus mozgalmában váltak népszerűvé.
Price más evolúciótagadókhoz képest konzervatívabb nézeteket vallott: szerinte a világ 6×24 óra alatt alakult ki; az „idős föld” felfogását az „ördög művének” tartotta. Harry Rimmer „idős föld” felfogását különösképp elutasította.
Price Rachael Price énekesnő ükapja, valamint John Shelton színész nagyapja, aki egyik fiának a Darwin nevet adta, hogy „minden egyensúlyba kerüljön”.

## Élete
Édesapja 1882-ben halt meg; édesanyja a  Hetednapi Adventista Egyház tagja volt. 1891 és 1893 között a Battle Creek Főiskolára (ma Andrews Egyetem) járt, 1896-ban pedig egy éven át természettudományi kurzusokat (például ásványtant) hallgatott.
1897-ben tanár lett. 1889 és 1902 között Tracadie–Sheila-i középiskolában tanított, ahol Alfred Corbett Smith, a helyi lepratelep egészségügyi részlegének vezetője tudományos műveket biztosított neki. A „fiatal föld” elméletében hívő Price szerint a geológusok félreértelmezték a kapott adataikat. Outlines of Modern Christianity and Modern Science című kéziratának elkészülte után távozott az iskolából, majd a Prince Edward-szigeten folytatott vallási tevékenységet, később pedig egy új-skóciai akadémia igazgatója lett. 1904-ben visszatért a könyvkiadáshoz, majd New Yorkban újságíróként próbált érvényesülni.
Az egyház kötelékében építőmunkásként és iskolaigazgatóként dolgozott. Az 1906-ban megjelent Illogical Geology: The Weakest Point in the Evolution Theory című művében ezer dollárt ajánlott annak, aki bizonyítja a földtörténeti leletek egymástól eltérő korát.
Az 1900-as és 1910-es években különböző kaliforniai akadémiákon oktatott; alapfokú diplomáját is ekkor szerezte meg. 1920-tól a Pacific Union Főiskola oktatója, ahol mesterdiplomát kapott (Ronald Numbers szerint „ajándékként”). 1924 és 1928 között a brit Stanborough-i Misszionárius Főiskolán tanított, melynek 1927 és 1928 között rektora volt. 1933 és 1938 között a Walla Walla Egyetemen oktatott.
Ugyan Price saját állítása szerint „első kézből származó” geológiai ismeretekkel rendelkezett, a „külvilággal kapcsolatos” ismeretei kezdetlegesek voltak; a terepgyakorlatok során hallgatói is észlelték, hogy az egyes leleteket nem tudja megkülönböztetni.
1943-tól haláláig Loma Lindában élt.

## Fogadtatása
1906-ban David Starr Jordan, a Stanford Egyetem rektora az Illogical Geology kritikájában leírta, hogy szerinte Price nem várhatja, hogy „bármely geológus komolyan vegye”, nézetei pedig az általános igazságok olyan félreértelmezésén alapulnak, amelyekkel a témával általánosságban tisztában lévő személyek nem tudnának vitatkozni. Jordan továbbá javasolta Price-nak, hogy vegyen részt geológiai labor- és terepmunkákon.
Price a földtörténetet az özönvíz-geológiával magyarázta. Szerinte a földtani leletek nem a korok egymásutániságát bizonyítják, hanem egy taxonómiai sorozatot mutatnak. Az 1913-ban megjelent The Fundamentals of Geology című könyvében leírta az „összeilleszthető rétegtani sorozatok törvényét”, amely alapján bármely fosszílián előfordulhat bármilyen kőzet, legyen az fiatal vagy idős. Szerinte ez a fosszíliákkal kapcsolatban megfogalmazott legfontosabb törvény.
A Yale Egyetem geológusa, C. Schuchert szerint Price egy „geológiai rémálmot” írt le, az evolúcióellenesek azonban méltatták a művet: Harry Rimmer szerint a könyv „VALÓDI tudományos mestermű, [amely] meggyőző módon robbantja szét az ősi tévhiteket”. Price-t később számos vallási folyóirat is idézte; a Science egyik szerzője szerint ő „a fundamentalisták legfőbb tudományos tekintélye”.
Ugyan Price szerint az „induktív geológia” a teremtéselméletet bizonyítja, azt elismerte, hogy a kreacionizmus és a naturalizmus közötti vita a tudományon kívül, „a határvonalon túl, a filozófia és a teológia területén” zajlik. Szerinte a naturalisták a világot Darwin és Lyell szemüvegén át látják, a kreacionisták elméleteiket pedig részben vallásos hitükre alapozzák. Szerinte az a kérdés, hogy a két elmélet közül melyik foglalkozik racionálisabban a természeti bizonyítékokkal.
Evolúcióellenes elméletei először 1925-ben kaptak szélesebb körű nyilvánosságot, amikor William Jennings Bryan felkérte a majomperben való részvételre, azonban Price ekkor külföldön tanított, de azt javasolta Bryannek, hogy a per során kerülje a tudományt. Clarence Darrow ügyvéd szerint azért Price-t kérte fel, mert „ő az egyetlen, magát geológusnak tartó ember, aki Bryanhez hasonlóan gondolkodik… minden tudós tisztában van vele, hogy valójában egy szélhámos”.
Elméletei Henry M. Morris és John C. Whitcomb 1960-as The Genesis Flood című könyvében köszöntek vissza, amely Martin Gardner kritikája szerint „a legsúlyosabb evolúcióellenes támadás… a majomper óta”. Morris 1984-es History of Modern Creationism című művében elismerően nyilatkozott Price-ról, és megemlítette, hogy a The New Geology elolvasása „megváltoztatta az életét”.

## Fordítás
- Ez a szócikk részben vagy egészben  a   George McCready Price című angol Wikipédia-szócikk ezen változatának fordításán alapul.  Az eredeti cikk szerkesztőit annak laptörténete sorolja fel. Ez a jelzés csupán a megfogalmazás eredetét és a szerzői jogokat jelzi, nem szolgál a cikkben szereplő információk forrásmegjelöléseként.